# Sử lương đệ
Sử lương đệ (chữ Hán: 史良娣; ? - 91 TCN), cũng gọi Lệ hậu (戾后), là vợ của Lệ Thái tử Lưu Cứ, mẹ đẻ của Điệu hoàng khảo Lưu Tiến và là bà nội của Hán Tuyên Đế Lưu Tuân.

## Tiểu sử
Lệ hậu, họ Sử, tên không rõ, người nước Lỗ, xuất thân từ gia tộc họ Sử ở Lỗ quận. Không rõ cha bà là ai, chỉ biết gia tộc họ Sử khá có danh vọng. Mẹ bà là Trinh Quân (貞君), sinh ra con trai cả Sử Cung (史恭) cùng Sử thị, trừ Sử thị thì Sử gia còn có một cô con gái gả cho Lỗ An vương Lưu Quang làm Vương hậu. Sau này, con trai Sử Cung nghênh thú con gái của Tế Bắc Thành vương Lưu Hồ (劉胡). Từ đây có thể thấy được danh vọng của Lỗ quận Sử thị đại gia tộc.
Năm Nguyên Đỉnh thứ 2 (115 TCN), Lỗ vương Lưu Quang đến triều bái Trường An, Sử thị do là thân thích của Lỗ vương hậu cũng đi theo bồi giá. Năm thứ 4 (113 TCN), Sử thị tiến vào cung Thái tử, liền được Vệ thái tử Lưu Cứ, con trai cả của Hán Vũ Đế Lưu Triệt, sủng hạnh. Theo Hán thư ghi lại, hậu cung của một Thái tử có Thái tử phi là chính thất, dưới là Lương đệ và Nhụ tử đều là thiếp, khi ấy Vệ Thái tử Lưu Cứ không có Thái tử phi, cưới Sử thị mà chỉ phong làm Lương đệ, nên được gọi "Sử lương đệ". Bà sinh ra Hoàng tôn Lưu Tiến, được gọi theo họ mẹ là Sử hoàng tôn (史皇孙). Trong mấy Hoàng tôn của Vệ Thái tử, chỉ có Lưu Tiến được gọi hiệu theo họ mẹ tương tự cha mình, điều này phần nào khẳng định địa vị của Sử lương đệ tại cung Thái tử.
Cuối thời Hán Vũ Đế xảy ra Loạn Vu cổ, Vệ thái tử Lưu Cứ cùng Sử hoàng tôn đều liên lụy mà thân bại danh liệt. Sử lương đệ còn con dâu Vương Ông Tu, cùng hai con trai và một con gái khác, nhất loạt xử tử. Thi thể của Sử lương đệ cùng mẹ chồng là Hoàng hậu Vệ Tử Phu đều được táng ở phía nam thành Trường An.

## Truy tôn
Sau khi Hán Chiêu Đế mất, Hoắc Quang lập Xương Ấp vương Lưu Hạ kế vị. Nhưng sau 27 ngày, Lưu Hạ bị phế truất do thiếu khả năng trị vì. Thế là, Hoằng tằng tôn Lưu Bệnh Dĩ - cháu nội Thái tử Lưu Cứ cùng Sử Lương đệ - được Hoắc Quang chọn làm người kế vị Chiêu Đế, sử gọi Hán Tuyên Đế.
Năm Nguyên Bình nguyên niên (74 TCN), tháng 7, ngày Canh Thân, Hán Tuyên Đế tức vị. Năm Bổn Thủy nguyên niên (73 TCN), tháng 6, hạ chiếu nói:「"Cố Hoàng thái tử táng ở huyện Hồ, không có thụy hiệu, cũng không có bốn mùa hiến tế theo lễ, nay nên nghị định thụy hiệu, thiết trí viên tẩm cùng an bài dân hộ trông coi lăng viên"」. Quan viên lâu lên nên truy tôn cho Thái tử Lưu Cứ, Sử lương đệ, Sử hoàng tôn cùng Vương phu nhân. Tấu viết:
| “                                                | 《礼》‘为人后者，为之子也’，故降其父母不得祭，尊祖之义也。陛下为孝昭帝后，承祖宗之祀，制礼不逾闲。谨行视孝昭帝所为故皇太子起位在湖，史良娣冢在博望苑北，亲史皇孙位在广明郭北。谥法曰‘谥者，行之迹也’，愚以为亲谥宜曰悼，母曰悼后，比诸侯王国，置奉邑三百家。故皇太子谥曰戾，置奉邑二百家。史良娣曰戾夫人，置守冢三十家。园置长丞，周卫奉守如法。 . Kinh Lễ nói:"Vi nhân hậu giả, vi chi tử dã". Cho nên thân sinh phụ mẫu nếu đã bị hàng vị, thì không nên tự tôn hiệu cùng hưởng tế, đây là cựu lệ của tổ tông. Nay bệ hạ là người thừa tự của Hiếu Chiêu Đế-Hậu, kế thừa tổ tông đại tế, càng không thể vượt quá quy định của tổ tông. Muốn kính cẩn hành sự, nên y theo Hiếu Chiêu hoàng đế định: Cố Thái tử lập mộ ở huyện Hồ, mộ của Sử lương đệ lập ở phía bắc Bác Vọng uyển, lăng mộ của Sử hoàng tôn ở phía Bắc của Quảng Minh. Thụy pháp viết:"Thụy giả, hành chi tích dã". Thần xin nghị truy tôn thụy hiệu cho Sử hoàng tôn là Điệu, Vương phu nhân tức là Điệu hậu, đối chiếu quy cách của Chư hầu Vương để thành lập viên tẩm, phối trí thái ấp cung phụng 300 hộ. Cố Hoàng thái tử thụy là Lệ, phối trí thái ấp cung phụng là 200 hộ. Sử lương đệ thụy là Lệ phu nhân, bố trí thái ấp cung phụng cho mộ là 30 hộ. Viên tẩm từng vị nên thiết trí Trưởng thừa, Chu vệ phòng thủ đều như chế pháp đã định. | ” |
| — Lời tấu nghị truy tặng cho gia đình Lệ Thái tử | |   |

Năm Nguyên Khang nguyên niên (65 TCN), Thừa tướng Ngụy Tương dâng tấu sớ nói:"Kinh Lễ viết:'Phụ vi sĩ, tử vi thiên tử, tế dĩ thiên tử'. Điệu viên nên thượng tôn làm Hoàng khảo, lập Miếu, ở trong lăng viên thành lập tẩm điện, dùng lễ nghi Thiên tử mà cúng bái. Gia tăng hộ cung phụng thành 1.800 hộ, thiết trí Phụng Minh huyện. Tôn Lệ phu nhân làm Lệ hậu, thiết trí lăng viên cùng thái ấp cung phụng lên 300 hộ".
Người nhà họ Sử theo đó cũng được danh vọng. Cháu trai của bà, con trai của người anh Sử Cung là Sử Cao (史高) được Hán Tuyên Đế phong làm Lạc Lăng hầu (樂陵侯), Sử Tằng (史曾) làm Tương Lăng hầu (将陵侯), Sử Huyền (史玄) làm Bình Đài hầu (平台侯). Ngoài ra thì con trai Sử Cao là Sử Đan (史丹), vì có công khuyên Hán Nguyên Đế giữ lại địa vị Thái tử cho Hán Thành Đế mà được Thành Đế tín nhiệm, cũng được phong làm Vũ Dương hầu (武阳侯).